# Nottingham
Nottingham este un oraș și o Autoritate Unitară în regiunea East Midlands din Anglia. Se află situat în Nottinghamshire și este al optulea oraș ce face parte din coaliția English Core Cities Group. În timp ce Nottingham are limite istorice bine definite (cu o populație de circa 288.700 de locuitori, domeniul întreg al Nottinghamului numără o populație de 667.000 de locuitori și este a șaptea zonă urbană ca mărime, situată între Liverpool și Sheffield. Larger Urban Zone a numărat în 2004 o populație de 825,600 locuitori.
Orașul este renumit pentru legătura sa cu legenda lui Robin Hood și, în timpul Revoluției Industriale, a obținut recunoașterea mondială în ceea ce privește industria fabricării dantelei și a construcțiilor de biciclete.
Statutul de oraș i-a fost acordat în urma festivităților Diamond Jubilee ale reginei Victoria din 1897, iar de atunci a purtat numele de City of Nottingham.

## Istorie
În era anglo-saxonă, în jurul anului 600 î.Hr.,locul a făcut parte din Regatul Mercia și era cunoscut în limba britonică cu denumirea de Tigguo Cobauc, care însemna de fapt Peșterile. În dialectul Welsh, locul poartă denumirea de Y Ty Ogofog, adică Locuința Peșterii. După ce a ajuns sub conducerea unui șef saxon numit Snot, locul a început să poarte denumirea de Snotingaham. Snot și-a reunit poporul într-o zonă numită Lace Market. Nottingham a fost cucerit în 867 de către vokingii danezi și mai târziu a devenit unul din cele cinci burguri, sau orașe fortificate, din Danelaw.
În secolul al XI-lea, s-a construit pe o zonă cu gresie a râului Leen, Castelul Nottingham. Colonizarea anglo-saxonă a dus la dezvoltarea English Borough of Nottingham și la găzduirea unei primării și a instanțelor judecătorești. O altă așezare s-a dezvoltat în jurul castelului de pe dealul opus.

## Personalități născute aici
- Andrew Cole (n. 1971), fotbalist.